# Ґруйчик
Ґруйчик (пол. Grójczyk) — село в Польщі, у гміні Бонево Влоцлавського повіту Куявсько-Поморського воєводства.
Населення — 89 осіб (2011).
У 1975-1998 роках село належало до Влоцлавського воєводства.

## Демографія
Демографічна структура станом на 31 березня 2011 року:
|          | Загалом | Допрацездатний вік | Працездатний вік | Постпрацездатний вік |
| -------- | ------- | ------------------ | ---------------- | -------------------- |
| Чоловіки | 45      | 11                 | 31               | 3                    |
| Жінки    | 44      | 14                 | 20               | 10                   |
| Разом    | 89      | 25                 | 51               | 13                   |